# Copley Fielding
Anthony Vandyke Copley Fielding, 22 novembre 1787 - 3 mars 1855, communément appelé Copley Fielding, est un peintre anglais né à Sowerby près de Halifax. Il est principalement connu pour ses aquarelles de paysages.

## Biographie
Il naît à East Sowerby dans le Yorkshire, en 1787. Il est le fils de Nathan Theodore Fielding (ca 1747 - ca 1814), le frère de Theodore Henry Adolphus Fielding (1781-1851), de Thales Fielding (1793-1837) et de Newton Fielding (1799-1856). Tous sont artistes. En 1813, il épouse Susanna Gisborne (1783-1856), belle-sœur du musicien Muzio Clementi.
Jeune, Copley Fielding fut l'élève du célèbre aquarelliste John Varley.
En 1810 il devient exposant associé de la Royal Watercolour Society, puis membre à part entière en 1813 et président de cette société (plus tard connue sous le nom Royal Society of Watercolours), de 1831 jusqu'à sa mort, en 1855.
En 1824 il remporte la médaille d'or au Salon de Paris en compagnie de Richard Parkes Bonington et John Constable dont les œuvres font alors sensation auprès des amateurs et surtout des artistes français de la nouvelle génération.
En 1825, il reçoit la visite d'Eugène Delacroix, chez lui en Angleterre, alors que ce dernier y voyage en compagnie de Richard Parkes Bonington et Alexandre Colin. Son frère Thalès s'était en effet lié d'amitié avec Delacroix à Paris, où il a vécu les années précédentes.
La même année, il remporte à nouveau une médaille au Salon de Paris qui consacre une nouvelle génération d'artistes marqués par la peinture anglaise de l'époque, notamment par la technique, alors nouvelle en France, de l'aquarelle. Ainsi, cette année-là, Camille Roqueplan, Eugène Isabey ou encore Eugène Lami remportent également des médailles au Salon.
Copley Fielding, qui ne quittera jamais le territoire britannique, s'investit aussi largement dans l'enseignement de l'art et réalise d'amples profits grâce à cette activité. En 1835, il aura notamment pour élève le jeune John Ruskin, dont le père est un grand admirateur de Fielding, et qui conservera lui-même une admiration profonde, bien que nuancée, pour celui qui est, avec Joseph Mallord William Turner, l'un des peintres qu'il évoque le plus fréquemment, dans son œuvre maîtresse : Modern Painters (1843).
Il s'installe plus tard à Park Crescent, à Worthing, près de Brighton, et meurt dans cette ville en mars 1855.

## Regard critique
Copley Fielding a peint toutes sortes de vues du territoire britannique, principalement à l'aquarelle, mais aussi à l'huile. Particulièrement reconnu pour la qualité de ses scènes panoramiques et, notamment, pour ses marines, il a toujours été très populaire auprès des acheteurs :

« Les tableaux de lui qui obtinrent le plus de succès furent ses scènes du South-Downs et ses marines ou vues des côtes anglaises; n'oublions pas les oiseaux et principalement les phénicoptères qu'il peignait avec une grande science d'observation et beaucoup d'effet. [...] Il parvenait à rendre d'une manière saisissante les effets atmosphériques. Sa réputation était telle, qu'on s'arrachait ses ouvrages; aussi fut-il obligé de travailler trop hâtivement, et ses dessins se ressentent, pour la plupart de cette rapidité d'exécution. Fielding est néanmoins un des artistes qui ont le plus fait pour l'aquarelle, un des genres de peinture le plus en faveur aujourd'hui en Angleterre. »

Dans Modern Painters, l'ouvrage paru en 1843 par lequel il entreprend de défendre les paysagistes anglais modernes, en particulier Turner, John Ruskin, qualifie ainsi Copley Fielding :

« Mais quelles que soient les atteintes à son mérite que nous soyons obligés de faire pour ces raisons [le fait qu'on doive admirer la texture de ses ciels plutôt que leur composition], en considérant l'art comme l'incarnation de la beauté ou le vecteur de l'esprit, il est impossible, si l'on ne suit que la vérité, de passer à côté de ses scènes de collines dénudées et de landes sous l'averse d'il y a quelques années, dans lesquelles il a produit certains des morceaux de brume et de pluie les plus parfaits, les plus impeccables, que l'art ait jamais vus. »

Eugène Delacroix aimait également son travail, tout comme celui de son frère Thalès. Son ami, Charles-Raymond Soulier, avait d'ailleurs été l'élève de Copley Fielding. Dans une lettre au critique d'art Théophile Silvestre datée du 31 décembre 1858, il évoque ainsi la fratrie des Fielding, tous disparus à cette date :

« les Fielding, grands artistes, un surtout, Copley, dans le paysage et l'aquarelle. »

Avec Richard Parkes Bonington, John Constable, John Crome ou Joseph Mallord William Turner, il est d'ailleurs l'un des artistes anglais qui a le plus fortement influencé la génération de peintres français dite de 1830, et notamment, outre Eugène Delacroix, Paul Huet, Eugène Isabey ou bien encore Camille Roqueplan.
À l'occasion du Salon de 1824, il a ainsi contribué à l'affirmation en France du mouvement romantique.

« Les romantiques vantèrent Lawrence, Constable, les deux Fielding. [...] Cette admiration fit le scandale de l'Institut. Delécluze signalait comme « la plus bouffonne des idées de ce temps » celle de « retremper l'art de la peinture en France dans l'école Anglaise. »

Dès 1835, l'un des critiques français les plus en vue de l'époque, Gustave Planche, vantera ainsi les aquarelles de Fielding en ces termes :

« Ce n’est pas tout d’arriver dans les arts d’imitation, il faut faire le chemin à peu de frais, il faut aller par une voie directe. Or, personne, que je sache, n’apporte dans son travail une économie plus sévère que Copley Fielding ; personne ne résout plus facilement les plus difficiles problèmes. […] Dans les conditions du genre qu’il a choisi, je ne connais pas un peintre qui puisse lui être comparé". »

## Collections publiques
De nombreuses aquarelles ainsi que quelques huiles sur panneau de Copley Fielding sont conservées dans des musées britanniques de premier ordre, notamment la Tate Britain, le British Museum ou encore la Royal Academy.
Par ailleurs, des échantillons de son travail de 1829 à 1850 sont exposés dans la galerie des aquarelles du Victoria and Albert Museum et dans d'autres musées importants.
Parmi les spécimens gravés de son art figure Annual of British Landscape Scenery, publié en 1839.

## Galerie

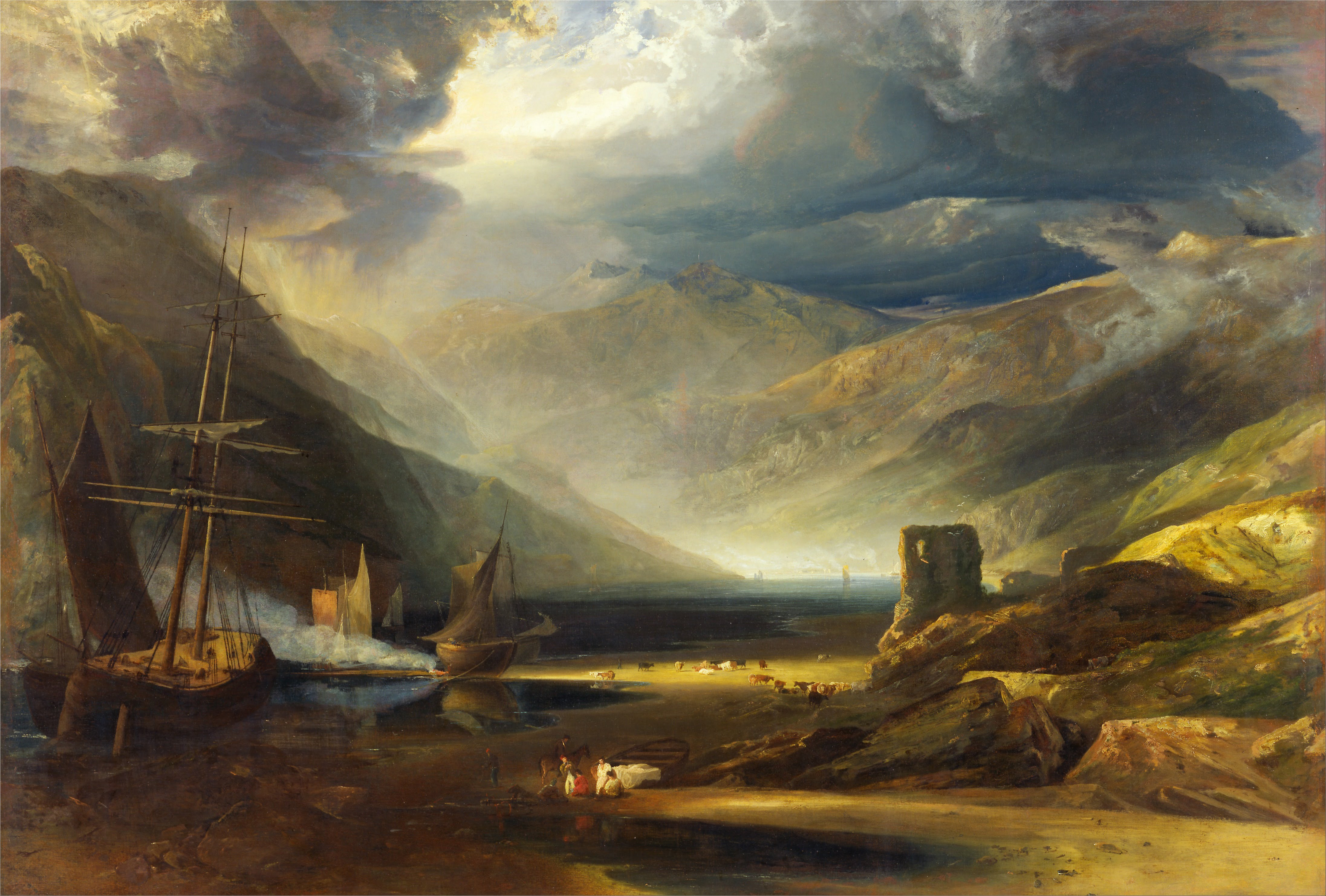
Anthony Vandyke Copley Fielding - A Scene on the Coast, Merionethshire - Storm Passing Off - Google Art Project.
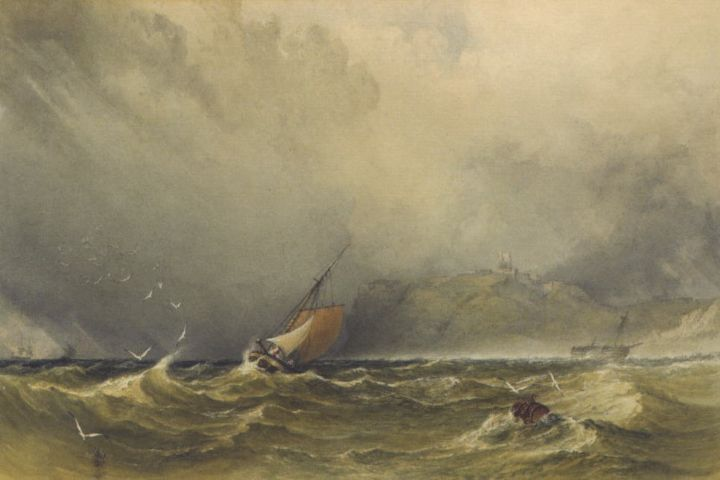
Copley Fielding - Scarborough Castle.
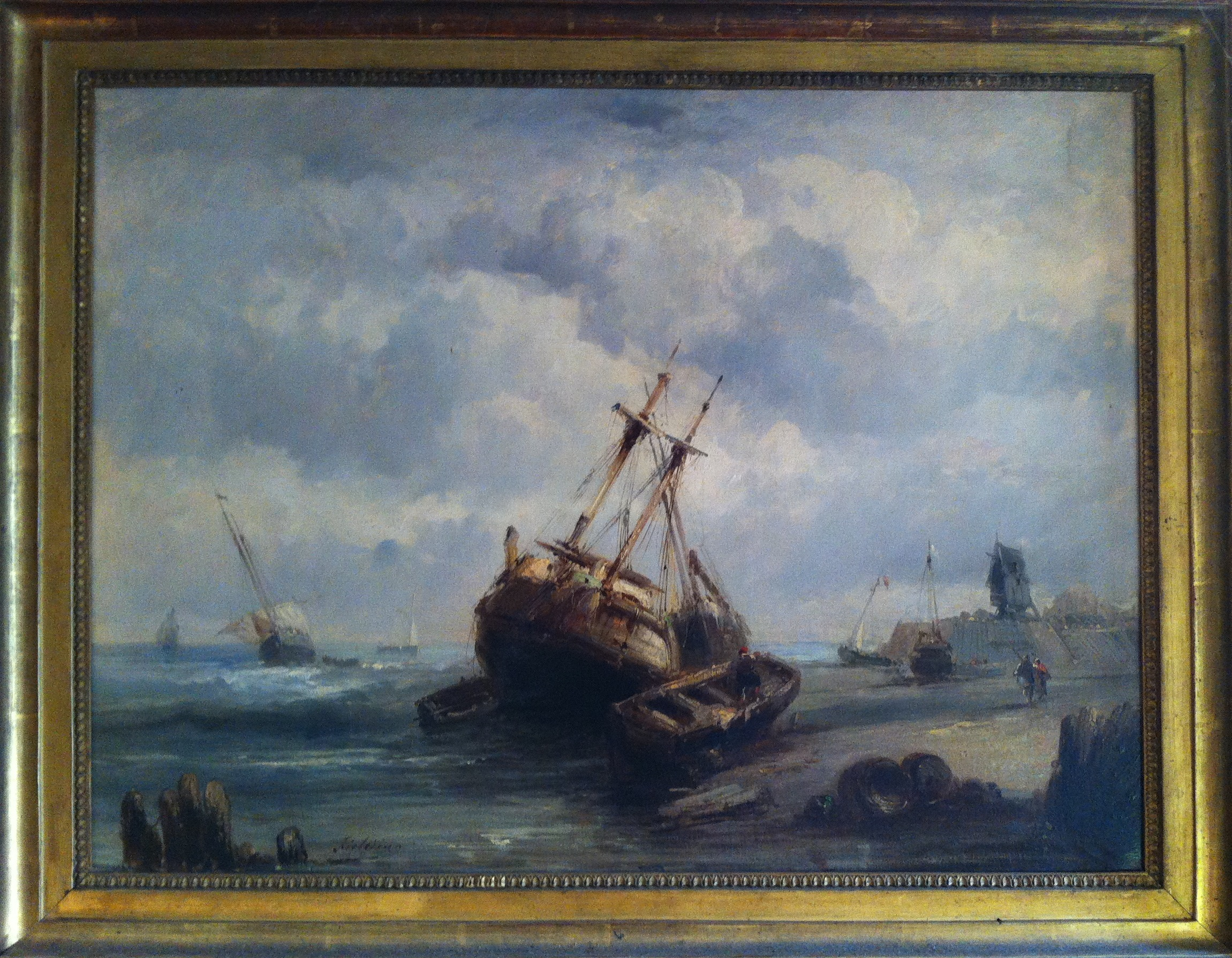
Anthony Vandyke Copley Fielding, sans titre, sans date, collection privée.
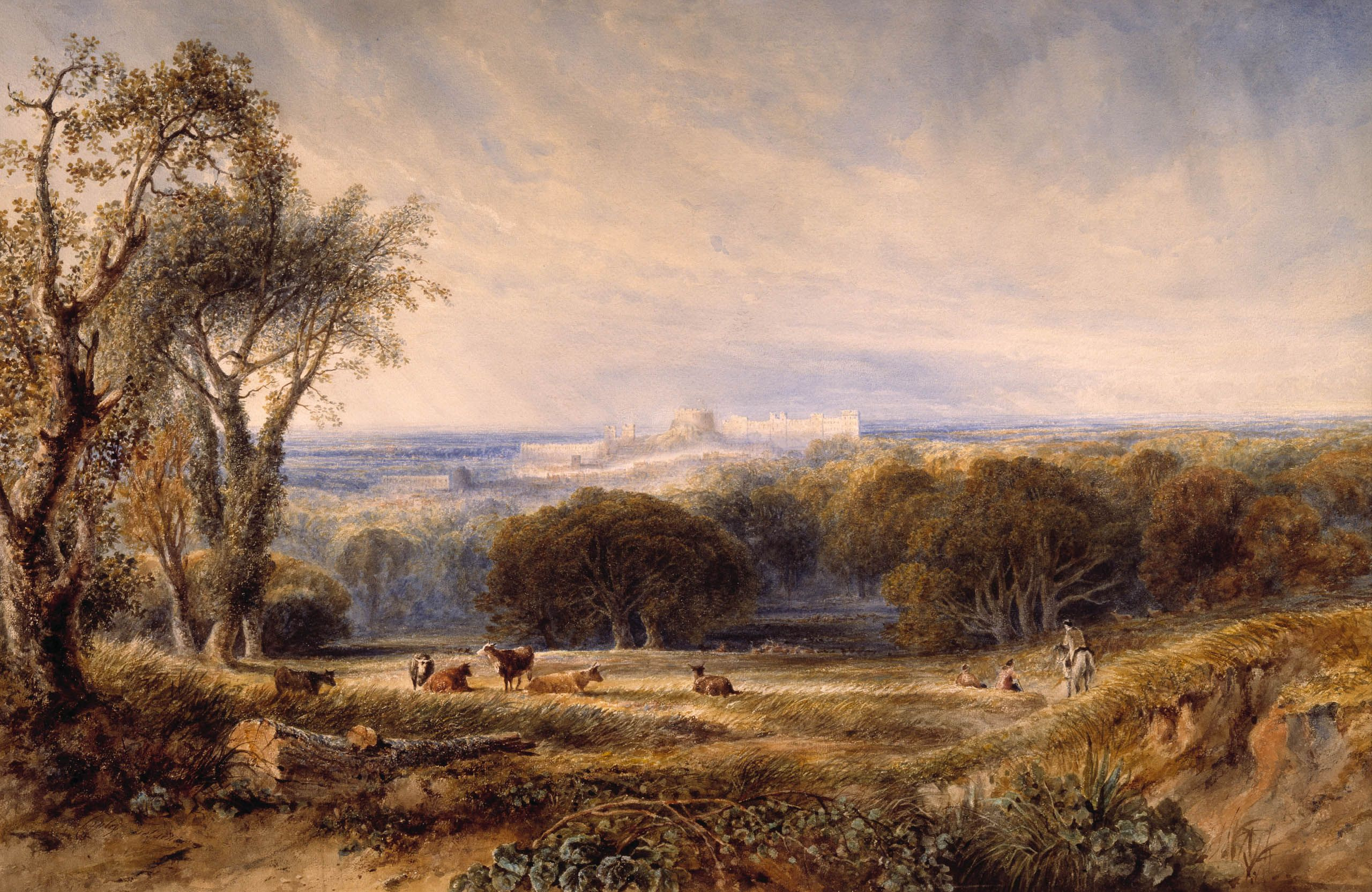
Windsor Castle from the Park by Anthony Vandyke Copley Fielding

## Prix et récompenses
1824 : Médaille d'or au Salon de Paris.

## Source de la traduction
- (en) Cet article est partiellement ou en totalité issu de l’article de Wikipédia en anglais intitulé « Copley Fielding » (voir la liste des auteurs).